# Otu
Otu est une localité du Cameroun située dans la Région du Sud-Ouest et le département de la Manyu. Elle est rattachée administrativement à la commune d'Eyumodjock et au canton d'Inokun.

## Population
La localité comptait 282 habitants en 1953, 498 en 1967, principalement Ejagham. À cette date elle disposait d'une école catholique fondée en 1950, d'un poste de douane, d'une coopérative agricole (CPMS), d'une unité de séchage de cacao.
Lors du recensement de 2005 on y a dénombré 855 personnes.